# Tecido fibroso
Os tecidos musculares designados como tecidos fibrosos são assim chamados por serem constituídos por células longas (que podem atingir os 15 cm de comprimento) que podem ser consideradas microfibras. Estas, unidas, formam fibras que, por sua vez, formam grupos musculares.
Estes grupos musculares são envoltos por uma cápsula (facia) e contêm tendões nas suas respectivas origens e inserções. Os grupos musculares possuem terminais nervosos no seu interior, que ao receber impulsos elétricos do cérebro ocasionam potenciais de forma a ocorrer contração muscular.